# IC 1352
IC 1352 је спирална галаксија у сазвјежђу Водолија која се налази на листи објеката дубоког неба у Индекс каталогу.
Деклинација објекта је - 13° 23' 4" а ректасцензија 21h 1m 54,8s. Привидна величина (магнитуда) објекта IC 1352 износи 15,7 а фотографска магнитуда 16,5.